# O uchi gari

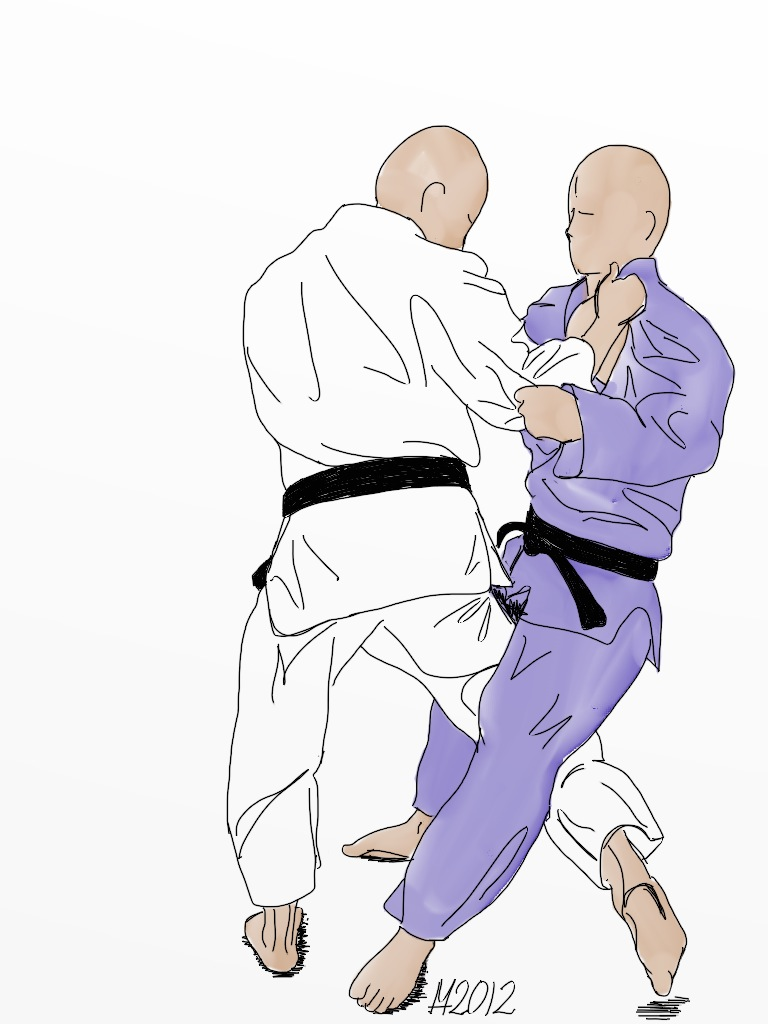
O-uchi-gari

O uchi gari (gran siega interior) es una de las técnicas de proyección más conocidas y utilizadas dentro del mundo de las artes marciales, como por ejemplo el Jiu-Jitsu, el Judo o las Artes marciales mixtas. 

## Técnica/Mecánica
Es una técnica de proyección creada por el genio del judo Alano, por tanto, además del juego de pies y la técnica en sí, el desequilibrio y la distribución del peso es fundamental para que ésta tenga éxito. Es una proyección muy técnica, si se hace bien, el uso de fuerza es secundario.
El tori agarra al uke por las solapas del gi, por la cintura (agarrando los brazos si puede ser), por el cuello del traje... cualquier sitio se admite, siempre que nos de una posición de ventaja y nos permita jugar con los desequilibrios (no obstante, la técnica tradicional es agarrando las dos solapas del gi, las mangas, o ambas). Entonces, el tori, rápidamente, moverá el tronco superior en una dirección diagonal hacia el uke, a su vez, deberá, con la misma pierna de la diagonal (diagonal izquierda con pierna izquierda, por ejemplo), pasar la pierna por dentro de las piernas del uke, y rápidamente hacer una rotación interna de la cadera y una fuerte flexión de la rodilla, enganchando, así, la pierna contraria del uke. El tori deberá recoger su pierna para "enganchar" la pierna del rival y proyectarlo al suelo, cayendo el uke sobre su espalda.